# Kijūrō Shidehara
Il barone Kijūrō Shidehara (幣原 喜重郎?, Shidehara Kijūrō; Kadoma, 11 agosto 1872 – Tokyo, 10 marzo 1951) è stato un politico giapponese.
Ha ricoperto l'incarico di primo ministro del Giappone dal 9 ottobre 1945 al 22 maggio 1946. In precedenza aveva ricoperto l'incarico di ministro degli Esteri dal 1924 al 1927 e, in secondo mandato, dal 1929 al 1931 (quando fu costretto ad abbandonare l'incarico a seguito dell'invasione giapponese della Manciuria).